# Geophagus brasiliensis
Geophagus brasiliensis és una espècie de peix de la família dels cíclids i de l'ordre dels perciformes.

## Morfologia
Els mascles poden assolir els 28 cm de longitud total.

## Distribució geogràfica
Es troba al sud del Brasil i a l'Uruguai.